# Alluaudomyia alpina
Alluaudomyia alpina är en tvåvingeart som beskrevs av Debenham 1971. Alluaudomyia alpina ingår i släktet Alluaudomyia och familjen svidknott. Inga underarter finns listade i Catalogue of Life.